# Ґуркі (Сохачевський повіт)
Ґуркі (пол. Górki) — село в Польщі, у гміні Брохув Сохачевського повіту Мазовецького воєводства.
Населення — 84 особи (2011).
У 1975-1998 роках село належало до Варшавського воєводства.

## Демографія
Демографічна структура станом на 31 березня 2011 року:
|          | Загалом | Допрацездатний вік | Працездатний вік | Постпрацездатний вік |
| -------- | ------- | ------------------ | ---------------- | -------------------- |
| Чоловіки | 45      | 8                  | 29               | 8                    |
| Жінки    | 39      | 6                  | 21               | 12                   |
| Разом    | 84      | 14                 | 50               | 20                   |